# Isch
Isch – rzeka we Francji, przepływająca przez tereny departamentów Dolny Ren oraz Mozela, o długości 27 km. Stanowi prawy dopływ rzeki Saary.